# Svea Bergstrand
Svea Elisabet Bergstrand, senare Sandström, född 23 oktober 1911 i Ryssland, död 2 augusti 1990 i Malmberget, var en svensk dansare. 
Hon var gift med Karl David Sandström (1909–1974). De är begravda på Backens kyrkogård i Umeå.

## Filmografi
- 1930 – För hennes skull